# Kond

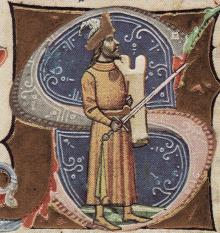
Kond. Jefe tribal húngaro. Imagen de la Crónica Ilustrada húngara,.

Kond (¿-?), uno de los siete jefes tribales húngaros que movilizaron a su nación en el siglo X hacia Europa desde Asia.

## Biografía
Kond (Könd, Kund, Kend, Kende, Kurszán)  fue jefe de la tribu húngara de los Jenő y uno de los siete líderes tribales húngaros junto con Előd, Tas, Töhötöm, Ond, Huba, bajo la conducción del Príncipe Álmos. 
Según la crónica medieval conocida como la Gesta Hungarorum, a este jefe se le llama Kend. Tras la ocupación de la Cuenca de los Cárpatos, el Gran Príncipe Árpád otorgó diversos territorios a sus jefes, y en particular a Kond, padre de Korcán, le dio los territorios desde la antigua ciudad del rey Atila, hasta los asentamientos de Százhalom y Diód, y a su hijo la protección de la gente de una fortaleza. Posteriormente, Korcán le dio su propio nombre a esa ciudad, la cual aún existe hasta la actualidad. 
En la obra medieval de Simon Kézai, el jefe es nombrado como Könd, siendo este el capitán del quinto ejército de los húngaros. Vivió cerca de 
Nyír; sus hijos se llamaban Kücsid y Kopján.